# 燃えつきた納屋
『燃えつきた納屋』（Les Granges brûlées）は、1973年のフランスの映画。出演はアラン・ドロンなど。ジャン・ミッシェル・ジャールが最初に映画音楽を担当した作品でもある。
フランスでは初公開時、991,624人の観客動員を記録した。

## キャスト
※括弧内は日本語吹替（初回放送1979年3月7日『水曜ロードショー』）
- ラルシェ：アラン・ドロン（久富惟晴）
- ローズ：シモーヌ・シニョレ（荒木道子）
- ピエール：ポール・クローシェ
- ルイ：ピエール・ルソー
- フランソワーズ：カトリーヌ・アレグレ
- モニーク：ミュウ＝ミュウ

## スタッフ
- 監督：ジャン・シャポー
- 脚本：ジャン・シャポー、セバスチャン・ルーレ
- 撮影：サッシャ・ヴィエルニ
- 音楽：ジャン・ミッシェル・ジャール